# اچ‌ام‌اس سورپرایز (۱۸۵۶)
اچ‌ام‌اس سورپرایز (۱۸۵۶) (به انگلیسی: HMS Surprise (1856)) یک کشتی بود که طول آن ۱۸۰ فوت (۵۴٫۹ متر) بود. این کشتی در سال ۱۸۵۶ ساخته شد.